# Ben Hebert
Benjamin („Ben“) Hebert (* 16. März 1983 in Regina, Saskatchewan) ist ein kanadischer Curler und Olympiasieger. Derzeit spielt er auf der Position des Lead im Team von Kevin Koe.
Hebert begann seine internationale Karriere bei der Juniorenweltmeisterschaft 2003 in Flims, bei der er als Ersatzspieler im Team von Skip Steve Laycock die Goldmedaille gewann. Bei den Erwachsenen spielte er zunächst im Team von Pat Simmons, wechselte dann aber 2006 zur Mannschaft von Kevin Martin, um dort auf der Position des Lead zu spielen. Mit diesem Team gewann er 2008 die kanadische Meisterschaft The Brier und nachfolgend als Vertreter Kanadas bei der Weltmeisterschaft 2008 in Grand Forks durch einen Finalsieg gegen die Schotten um David Murdoch die Goldmedaille. Auch 2009 wurde Hebert mit dem Team Martin kanadischer Meister. Bei der Weltmeisterschaft 2009 kam es zu einer Neuauflage der Finalbegegnung des Vorjahres; diesmal konnten sich die Schotten mit David Murdoch mit 7:6 durchsetzen.
Hebert gewann am 13. Dezember 2009 die kanadischen Olympic Curling Trails mit dem Team von Skip Kevin Martin, Third John Morris, Second Marc Kennedy, Alternate Adam Enright und vertrat mit diesem Team Kanada bei den XXI. Olympischen Winterspielen 2010 im Curling. Mit elf Siegen in elf Spielen gewannen sie schließlich überlegen die Goldmedaille; im Finale besiegten sie Norwegen mit Skip Thomas Ulsrud.
2014 wechselte Hebert zusammen mit Marc Kennedy in das Team von Kevin Koe, um dort auf der Position des Lead zu spielen. Nach dem Gewinn der kanadischen Meisterschaft 2016 durch einen Finalsieg über das Team von Brad Gushue nahm er für Kanada an der Weltmeisterschaft 2016 in Basel teil. Das Team gewann zehn der elf Spiele der Round Robin und schlug das dänische Team um Rasmus Stjerne sowohl im Page-Playoff-Spiel 1. gegen 2. als auch im Finale. Bei der kanadischen Meisterschaft 2017 konnte er erneut in das Finale einziehen, verlor aber gegen die Mannschaft von Brad Gushue.
Im November 2017 gewann er mit dem Team Koe den kanadischen Ausscheidungswettbewerb (Roar of the Rings) durch einen Finalsieg gegen das Team von Mike McEwen und vertrat zusammen mit seinen Teamkollegen Kevin Koe (Skip), Marc Kennedy (Third) und Brent Laing (Second) Kanada bei den Olympischen Winterspielen 2018 in Pyeongchang. Die Mannschaft stand nach sechs Siegen und drei Niederlagen nach der Round Robin auf dem zweiten Platz. Im Halbfinale verloren die Kanadier gegen das Team USA um John Shuster und auch das Spiel um Platz drei gegen die Schweiz mit Skip Peter de Cruz ging verloren. Es war das erste Mal, dass eine kanadische Herrenmannschaft keine Medaille bei den Olympischen Winterspielen gewann.